# Championnat de Bohême-Moravie de football 1940-1941
Navigation
Saison précédente Saison suivante
La saison 1940-1941 du Championnat de Bohême-Moravie de football est la 2e édition du championnat de première division en Bohême-Moravie. Les douze meilleurs clubs du pays se retrouvent au sein d'une poule unique où les formations s'affrontent deux fois, à domicile et à l'extérieur. À l'issue du championnat, les deux derniers du classement sont relégués et remplacés par les deux meilleures formations de deuxième division.
C'est le club du SK Slavia Prague, tenant du titre, qui termine en tête du classement du championnat, avec six points d'avance sur le SK Plzen. C'est le 2e titre de champion de Bohême-Moravie de l'histoire du club.

## Les clubs participants
| - SK Kladno - AFK Bohemians Prague - Promu de II. Liga - FC Viktoria Plzen - SK Zidenice - SK Plzen - SK Pardubice | - FK Viktoria Zizkov - SK Prostejov - SK Slavia Prague - AC Sparta Prague - SK Baťa Zlín - SK Liben - Promu de II. Liga |

## Compétition

### Classement
Le barème utilisé pour établir le classement est le suivant :
- Victoire : 2 points
- Match nul : 1 point
- Défaite : 0 point

| Rang | Équipe                 | Pts | J  | G  | N | P  | Bp | Bc | Diff |
| ---- | ---------------------- | --- | -- | -- | - | -- | -- | -- | ---- |
| 1    | SK Slavia Prague T     | 32  | 22 | 14 | 4 | 4  | 93 | 42 | +51  |
| 2    | SK Plzen               | 26  | 22 | 12 | 2 | 8  | 63 | 57 | +6   |
| 3    | SK Pardubice           | 24  | 22 | 10 | 4 | 8  | 44 | 32 | +12  |
| 4    | AC Sparta Prague       | 24  | 22 | 11 | 2 | 9  | 53 | 40 | +13  |
| 5    | AFK Bohemians Prague P | 23  | 22 | 11 | 1 | 10 | 47 | 43 | +4   |
| 6    | SK Kladno              | 22  | 22 | 9  | 4 | 9  | 52 | 49 | +3   |
| 7    | SK Baťa Zlín           | 22  | 22 | 9  | 4 | 9  | 49 | 57 | -8   |
| 8    | SK Prostějov           | 21  | 22 | 8  | 5 | 9  | 46 | 43 | +3   |
| 9    | FC Viktoria Plzen      | 21  | 22 | 9  | 3 | 10 | 52 | 61 | -9   |
| 10   | SK Zidenice            | 18  | 22 | 7  | 4 | 11 | 51 | 68 | -17  |
| 11   | FK Viktoria Žižkov     | 16  | 22 | 6  | 4 | 12 | 38 | 70 | -32  |
| 12   | SK Libeň P             | 15  | 22 | 5  | 5 | 12 | 32 | 58 | -26  |

|  | Champion de Bohême-Moravie 1940-1941             |
|  | Relégation en deuxième division                  |
|  | T Tenant du titre P : Promu de deuxième division |

## Bilan de la saison
| Championnat de Bohême-Moravie de football 1940-1941 |                             |
| Champion                                            | SK Slavia Prague (2e titre) |
| Coupes et trophées                                  |                             |
| Vainqueur de la Coupe de Bohême-Moravie 1940-1941   | Non disputée                |
| Promotions et relégations                           |                             |
| Promus en I. Liga                                   | Polaban Nymburk             |
| Promus en I. Liga                                   | SK Olomouc ASO              |
| Relégués en II. Liga                                | FK Viktoria Žižkov          |
| Relégués en II. Liga                                | SK Liben                    |